# میئو اوتانی
میئو اوتانی (انگلیسی: Mio Ootani؛ زادهٔ ۱۳ ژوئیهٔ ۱۹۹۲) بازیگر، و مدل (شخص) اهل ژاپن است.